# Collision entre le HMS Vanguard et Le Triomphant

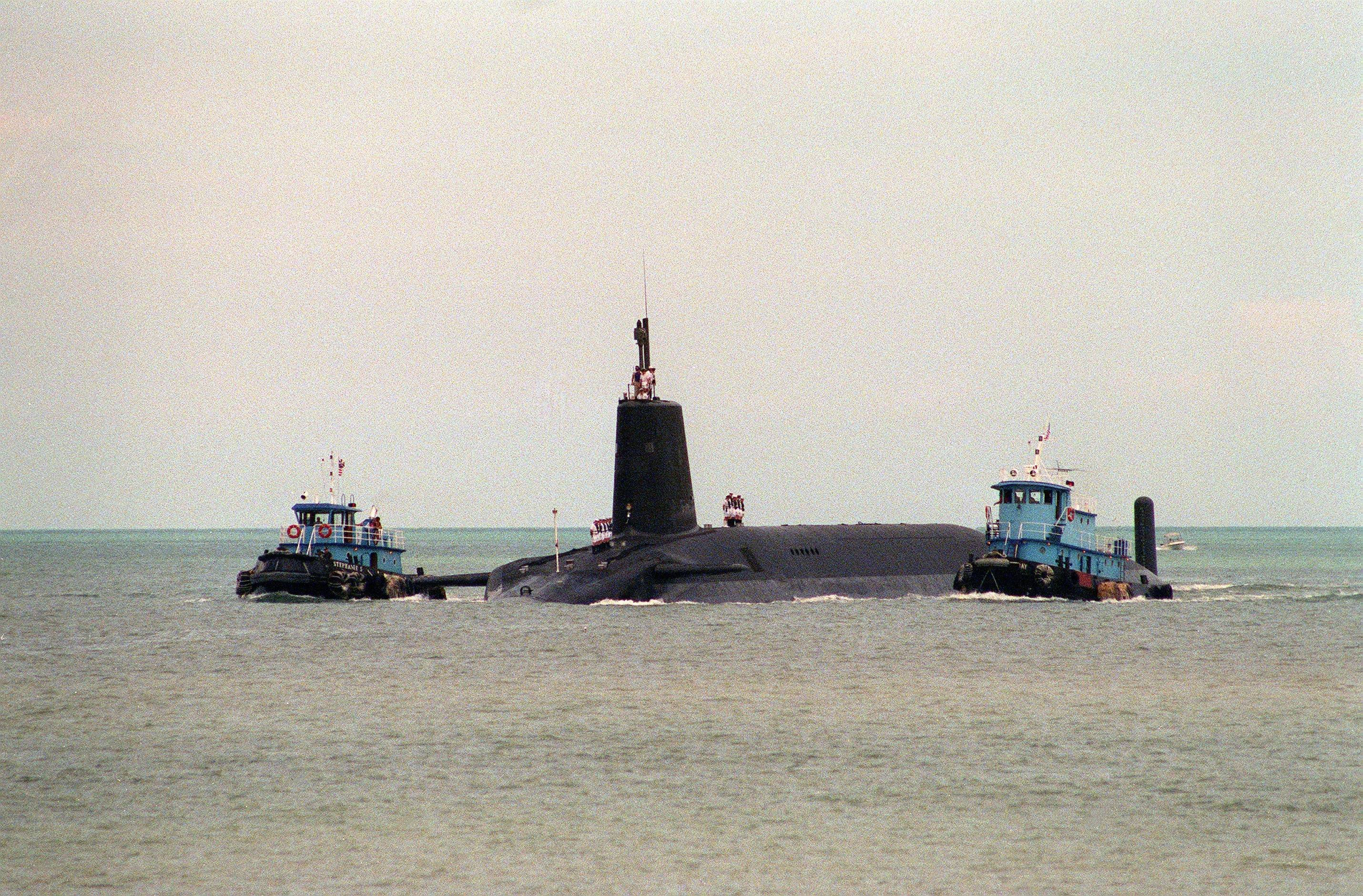
Le HMS Vanguard accompagné par des remorqueurs en 1994.

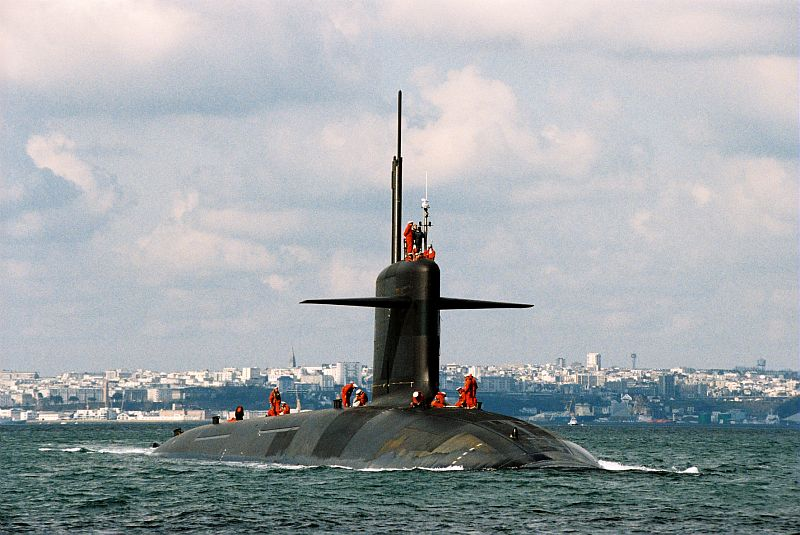
Le Vigilant un sous-marin de.

Les sous-marins nucléaires lanceurs d'engins HMS Vanguard et Le Triomphant entrent en collision dans l’océan Atlantique dans la nuit du 3 au 4 février 2009. Le HMS Vanguard de la Royal Navy britannique et Le Triomphant de la Marine nationale française subissent tous deux des dégâts matériels, mais aucun blessé ni aucune fuite radioactive ne sont rapportés de part et d’autre. Au moment de la collision, les deux bâtiments étaient en immersion et, selon le Ministère de la Défense britannique, progressaient « à vitesse très réduite » ; les deux sous-marins sont équipés de sonars actifs et passifs, bien que seul le sonar passif soit utilisé en patrouille opérationnelle.

## Les sous-marins
Le HMS Vanguard était en patrouille de routine à l’est de l’océan Atlantique. Il compte 135 membres d’équipage et embarque au maximum 16 missiles balistiques Trident 2 D5 et jusqu’à 48 ogives au total,. Le Triomphant rentrait de patrouille lorsque l’accident survient ; avec ses 111 membres d’équipage, il est capable d’embarquer 16 missiles balistiques M45 et jusqu’à 48 ogives lui aussi,.
Chaque marine a quatre SNLE en ligne à cette date et doit en avoir au moins un en mer en mission de dissuasion nucléaire en permanence.

## La collision
Dans la nuit du 3 au 4 février 2009, les deux sous-marins entrent en collision dans l’océan Atlantique. Le 6 février 2009, le Ministère de la Défense rapporte que Le Triomphant « est entré en collision avec un objet immergé (probablement un conteneur) »,. Le Ministère de la Défense britannique refuse de commenter ni de confirmer qu'un incident avait eu lieu. Le 16 février 2009, l’incident est confirmé par le First Sea Lord Sir Jonathon Band, en réponse à une question portant sur un autre événement. Band déclare que la collision a eu lieu à faible vitesse et qu’il n’y avait pas de blessés à déplorer. Le Ministère de la Défense français affirme également de son côté qu’une collision avait eu lieu « à une vitesse très réduite » et sans faire de blessés.
Les deux bâtiments sont endommagés. La coque externe du Vanguard est endommagée à tribord (à droite), au niveau du compartiment des missiles. Dans un premier temps, les autorités françaises affirment que Le Triomphant a subi des dégâts à son dôme sonar actif situé sous la proue, elles indiqueront par la suite que Le Triomphant avait heurté le Vanguard par le dessus et qu’il avait reçu des impacts en trois endroits de sa coque au niveau de son kiosque, d’un de ses ailerons situés de part et d’autre de la tourelle visiblement déformée par l'incident. D’après le Daily Telegraph, le coût des réparations pour les deux sous-marins est estimé à 50 millions de £. Les deux sous-marins regagnent leurs ports d’attache sans assistance extérieure, le Vanguard à la HMNB Clyde (Her Majesty's Naval Base Clyde) dans la Firth of Clyde, le 14 février 2009, et Le Triomphant à la base sous-marine de l'Île Longue en Bretagne, escorté par une frégate (ce qui constitue une procédure normale). Il n'a pas pu être établi si le retour du sous-marin français à sa base a dû être anticipé à cause de la collision ou si sa mission initiale prévoyait un retour à cette date.

## Causes possibles de l’incident
Les articles parus dans les médias après l’incident avancent deux causes possibles y ayant contribué ; l’espacement géographique entre les sous-marins opérant dans ces zones (connues sous le nom de « zones de gestion de l'espace marin ») et la capacité de chaque sous-marin à détecter les autres en utilisant des méthodes acoustiques. 
Alors que le recours au sonar actif aurait pu indiquer la présence d’un autre bâtiment, il est improbable que les sous-marins aient utilisé leur sonar actif au moment de la collision. Les sous-marins lanceurs d'engins sont conçus pour se rendre indétectables pendant leurs patrouilles, l’utilisation du sonar actif aurait immédiatement révélé la position du bâtiment. Plusieurs médias ont affirmé que, le fait que les deux sous-marins aient été équipés de tuiles anéchoïques modernes couvrant leurs coques ajouté au fait qu’ils naviguaient à vitesse très réduite, rendait improbable toute détection mutuelle par ces deux sous-marins, au seul moyen de leur système de sonar passif,,. De plus, comme cela est rapporté par le Time Magazine, les sous-marins tirent parti des caractéristiques de leur environnement, telles que des courants océaniques aux températures différentes (thermoclines) ou des variations de salinité (haloclines), pour éviter toute détection.
La BBC émet l'hypothèse que – bien que cela puisse paraître hautement improbable compte tenu de l'immensité des zones dans lesquelles ils opèrent – les zones fréquentées par les sous-marins nucléaires lanceurs d'engins sont en réalité assez limitées et se chevauchent (en particulier dans la zone entre Malin Head et le fossé de Rockall). Elle avance que le fait que les sous-marins des Marines britanniques, françaises et russes empruntent régulièrement ce passage augmentait les risques de collision accidentelle.
Plusieurs médias ont cité les commentaires du commodore de la Royal Navy en retraite Stephen Saunders, rédacteur du Jane's Fighting Ships, qui décrit l’incident comme étant « très grave » et dit qu’il était temps pour la Grande-Bretagne et pour la France de coordonner leurs opérations sous-marines de manière plus volontaire, suggérant que les zones où opèrent des SNLE ne sont pas communiquées entre pays alliés (la France, le Royaume-Uni et les États-Unis) ou que les procédures de communication n’étaient pas effectives. « Je croyais qu'il était au moins possible de prendre des dispositions pour que [les sous-marins] se trouvent dans des parties différentes de l'océan sans compromettre la sécurité opérationnelle », selon Saunders. « Il y a sans doute un certain nombre de questions techniques à examiner, mais l’origine du problème semble être procédurale »,. Cette opinion est partagée par l'amiral Sandy Woodward, un ancien commandant de la force sous-marine de la Royal Navy. Dans un article d’opinion rédigé pour le journal The Independent, il écrit qu’il ne savait pas si le Royaume-Uni et la France échangeaient désormais des informations (sur la position de leurs sous-marins), mais que cela n’était pas le cas lorsqu’il servait comme commandant général des sous-marins en 1984. Il indique se rappeler que son homologue français d’alors lui avait proposé que Paris et Londres échangent des informations sur leurs patrouilles de SNLE, pour éviter justement la survenue d’un incident en mer, mais qu’aucun accord n'avait été trouvé à ce sujet à l’époque.

## Conséquences
La reconnaissance tardive de l’accident par les Ministères de la Défense français et britannique fait dire à certains qu’ils tentaient de camoufler la collision. Ce retard sera également critiqué par la presse internationale. Aucune explication officielle n’est apportée. Le député britannique Nick Harvey demande la mise en place d’une enquête officielle pour déterminer les causes de la collision. Kate Hudson, à la tête de la Campagne pour le désarmement nucléaire, déclare « la collision entre deux sous-marins, ayant tous deux des réacteurs nucléaires et armés d’ogives nucléaires, aurait pu se traduire par l’émission d’importantes radiations et dispersé des éclats d’ogives nucléaires sur le fond de la mer. » Cependant, Band dit qu’il n’y « avait pas de compromis sur la sécurité nucléaire. »
Le Ministre de la Défense français Hervé Morin, déclare qu’ils « faisaient face à un problème technologique extrêmement simple, qui réside dans le fait que ces sous-marins ne sont pas détectables. »